# Робинсон, Рафаэль
Рафаэль Митчел Робинсон (англ. Raphael Mitchel Robinson, 2 ноября 1911 — 27 января 1995) — американский математик, внёсший большой вклад в развитие математической логики.

## Биография
Родился в 1911 году в Нашенал-Сити, был младшим из четырёх детей. Его отец Бертрам Робинсон был адвокатом, постоянно находившимся в разъездах, и Рафаэль вырос с матерью Бесси Стивенсон, которая работала учительницей начальных классов. Поступил в Калифорнийский университет в Беркли, где в 1932 году получил степень бакалавра, в 1933 — магистра, а в 1935 Ph.D. В это время в стране царила Великая депрессия, работу было найти очень трудно, и он был вынужден согласиться работать на полставки в Брауновском университете несмотря на то, что получаемой в результате зарплаты не хватало на жизнь. Два года жизни в нищете привели к тому, что Рафаэль Робинсон стал страдать туберкулёзом. В 1937 году ситуация улучшилась, и он стал штатным преподавателем в Беркли.
В 1939 году на курс теории чисел, который читал Робинсон, стала ходить Джулия Боумэн. Они стали проводить много времени вместе, а когда она лишилась работы, то Ежи Нейман смог найти небольшое количество денег чтобы устроить её своей ассистенткой, в результате чего она смогла в 1941 году получить степень магистра. 22 декабря 1941 года Робинсон женился на Джулии, однако после этого, в соответствии с действовавшими правилами, она не могла оставаться в числе преподавателей математического факультета.
В 1949 году Рафаэль Робинсон стал полным профессором. В 1973 году ушёл на пенсию. После того, как в июле 1985 года скончалась его супруга, в следующем году он учредил Фонд Джулии Боумэн-Робинсон (англ. Julia Bowman Robinson Fund). 4 декабря 1994 года Рафаэль Робинсон перенёс инсульт, и восемь недель спустя скончался.

## Научные достижения
Робинсон работал во многих областях математики. Его докторская диссертация была посвящена комплексному анализу, однако он также работал в области логики, теории множеств, геометрии, теории чисел и комбинаторики. Он внёс большой вклад в основания математики, показав, что большое количество математических теорий являются неразрешимыми: теория групп, теория решёток, проективная геометрия, замкнутые алгебры. В 1950 году им был построен пример формальной арифметики, которая была конечно аксиоматизируема, но неполна и неразрешима; таким образом был получен контрпример к гипотезе о том, что существенно неразрешимая теория обязательно должна иметь бесконечное число аксиом. Используя первые компьютеры для решения проблем теории чисел, он запрограммировал на компьютере SWAC тест Люка — Лемера и проверил для всех n < 2304 являются ли числа вида 2n − 1 простыми, в результате чего было найдено пять новых простых чисел Мерсенна. Также он занимался проблемами замощения плоскости, и в 1978 году опубликовал статью «Неразрешимость проблемы замощения гиперболической плоскости». Из неразрешимости проблемы замощения следовала неразрешимость проблемы остановки для машин Тьюринга, в 1991 году 80-летний Робинсон опубликовал «Малая универсальная машина Тьюринга по Минскому», в которой описал универсальную машину Тьюринга, в программе которой было всего 4 символа и 7 состояний. Последнюю свою крупную статью «Две фигуры на гиперболической плоскости» Робинсон опубликовал в 1994 году, когда ему было уже 83 года.